# 埃尔罗萨尔
埃尔罗萨尔（西班牙語：El Rosal）是西班牙加利西亚自治区蓬特韦德拉省的一个市镇。 总面积44平方公里，总人口5923人（2001年），人口密度135人/平方公里。